# George Coleman (Leichtathlet)
George Coleman (George William Coleman; * 21. November 1916 im Metropolitan Borough of Fulham; † 27. Januar 2005 in Great Yarmouth) war ein britischer Geher.
Im 10.000-Meter-Gehen wurde er bei den Olympischen Spielen 1952 in Helsinki Fünfter und bei den Europameisterschaften 1954 in Bern Neunter.
1956 wurde er bei den Olympischen Spielen in Melbourne Siebter im 20-km-Gehen mit seiner persönlichen Bestzeit von 1:34:02 h.